# Магнолииды
Магнолииды (лат. Magnolianae) — в классификациях, предшествовавших системе APG, например, у Тахтаджяна и Кронквиста, это подкласс высших растений, включающий по большей части древесные, реже травянистые, водные растения или растения-паразиты, произрастающие в тропиках и субтропиках. Паренхимные ткани представителей часто со сферическими эфиромасличными клетками. Сосуды у некоторых таксонов отсутствуют, либо они примитивные с лестничной перфорацией. Цветки обоеполые или реже однополые, часто спиральные или гемициклические. Андроцей состоит из неопределенного количества элементов. Зрелая пыльца 2-клеточная или реже 3-клеточная. Гинецей большей частью апокарпный, реже синкарпный или паракарпный. Семена с эндоспермом, иногда периспермом и маленьким зародышем.
В современной классификации APG IV (2016) традиционные научные латинские названия таксономических рангов ботанической систематики выше Порядка (лат. ordo) не используются, вместо них употребляются англоязычные эквиваленты, сами ранги обозначаются общим термином клада. Подклассу Магнолииды в этой системе примерно соответствует одноименная Клада Магнолииды неопределённого ранга, входящая в состав клады Цветковые растения. Международное название группы — англ. Magnoliids.

## Состав клады в APG IV[3]
В группу «Магнолииды» в Системе классификации APG IV (2016) входят следующие таксоны (семейства, входящие в состав порядков, в списке не приведены):
клада Цветковые растения (англ. Angiosperms)
клада Магнолииды (англ. Magnoliids)
Порядок Магнолиецветные (Magnoliales)
Порядок Лавроцветные (Laurales)
Порядок Перечноцветные (Piperales)
Порядок Канеллоцветные (Canellales)
Клада включает большинство основных групп цветковых растений.
Древнейшие достоверные находки магнолиид (пыльца) происходят из нижнего мела Габона.